# Cymakra
Cymakra là một chi ốc biển, là động vật thân mềm chân bụng sống ở biển trong họ Turridae.
Đây là các loài ăn thịt mặt đáy có ở Vịnh Mexico.

## Các loài
Theo Cơ sở dữ liệu sinh vật biển (WoRMS), các loài sau với danh pháp hợp lệ được xếp vào chi Cymakra:
- Cymakra torticula (Dall, 1889)

Danh pháp đồng nghĩa
- Cymakra baileyi McLean & Poorman, 1971: đồng nghĩa của Mitromorpha baileyi (McLean & Poorman, 1971)
- Cymakra granata McLean & Poorman, 1971: đồng nghĩa của Mitromorpha granata (McLean & Poorman, 1971)